# Edgar Snow
Edgar Parks Snow (født 17. juli 1905, død 15. februar 1972) var en amerikansk journalist, der er kendt for sine bøger og artikler om kommunisme i Kina og den kommunistiske revolution i landet. Han var den første vestlige journalist, der gav et fuldt billede af Kinas kommunistiske partis historie efter den lange march i 1934-1935, og han var også den første vestlige journalist, der interviewede mange af revolutionens ledere, inklusive Mao Zedong. Han er bedst kendt for sin bog Red Star Over China (1937), der er en beretning om den kinesiske kommunistbevægelse fra oprettelsen indtil slutningen af 1930'erne.